# Molí de Can Grau
El Molí de Can Grau és una obra de Beuda (Garrotxa) inclosa a l'Inventari del Patrimoni Arquitectònic de Catalunya.

## Descripció
Molí relativament ben conservat, del qual es preserva l'obrador, el canal de l'aigua, la mola i l'alçador o el collferro. L'obrador és de pedra en sec i conserva l'accés amb un arc de mig punt adovellat i una petita finestra rectangular a la banda superior dreta.